# Borussia Verein für Leibesübungen 1900 Mönchengladbach 1992-1993
Questa voce raccoglie le informazioni riguardanti il Borussia Verein für Leibesübungen 1900 Mönchengladbach nelle competizioni ufficiali della stagione 1992-1993.

## Stagione
Nella stagione 1992-1993 il Borussia Mönchengladbach, allenato da Jürgen Gelsdorf e Bernd Krauss, concluse il campionato di Bundesliga al 9º posto. In Coppa di Germania il Borussia Mönchengladbach fu eliminato al terzo turno dall'Osnabrück. I capocannonieri della squadra furono Martin Dahlin e Karlheinz Pflipsen con 10 gol.

## Rosa
| N. |                      | Ruolo | Calciatore            |
| -- | -------------------- | ----- | --------------------- |
|    | Germania (bandiera)  | P     | Uwe Kamps             |
|    | Germania (bandiera)  | C     | Thomas Hoersen        |
|    | Germania (bandiera)  | D     | Michael Klinkert      |
|    | Germania (bandiera)  | C     | Karlheinz Pflipsen    |
|    | Germania (bandiera)  | C     | Peter Wynhoff         |
|    | Svezia (bandiera)    | A     | Martin Dahlin         |
|    | Germania (bandiera)  | C     | Martin Schneider      |
|    | Danimarca (bandiera) | C     | Peter Nielsen         |
|    | Germania (bandiera)  | D     | Joachim Stadler       |
|    | Germania (bandiera)  | D     | Thomas Kastenmaier    |
|    | Germania (bandiera)  | C     | Christian Hochstätter |
|    | Germania (bandiera)  | P     | Dirk Heyne            |

| N. |                      | Ruolo | Calciatore       |
| -- | -------------------- | ----- | ---------------- |
|    | Germania (bandiera)  | P     | Dimo Wache       |
|    | Germania (bandiera)  | D     | Thomas Eichin    |
|    | Germania (bandiera)  | D     | Holger Fach      |
|    | Germania (bandiera)  | C     | Stefan Ertl      |
|    | Germania (bandiera)  | C     | Christian Hock   |
|    | Danimarca (bandiera) | C     | Johnny Mølby     |
|    | Germania (bandiera)  | C     | Jörg Neun        |
|    | Germania (bandiera)  | C     | Frank Schulz     |
|    | Germania (bandiera)  | C     | Horst Steffen    |
|    | Germania (bandiera)  | A     | Hans-Jörg Criens |
|    | Germania (bandiera)  | A     | Martin Max       |
|    | Togo (bandiera)      | A     | Bachirou Salou   |

## Calciomercato

### Sessione estiva
| Acquisti | Acquisti       | Acquisti                    | Acquisti |
| R.       | Nome           | da                          | Modalità |
| -------- | -------------- | --------------------------- | -------- |
| C        | Christian Hock | Vikt. Aschaffenburg         |          |
| C        | Johnny Mølby   | Nantes                      |          |
| C        | Peter Nielsen  | Lyngby                      |          |
| P        | Dimo Wache     | Bayer Leverkusen (juniores) |          |

| Cessioni | Cessioni         | Cessioni           | Cessioni |
| R.       | Nome             | a                  | Modalità |
| -------- | ---------------- | ------------------ | -------- |
| D        | Thomas Huschbeck | Fortuna Düsseldorf |          |
| D        | Manfred Stefes   | Fortuna Düsseldorf |          |

### Sessione invernale
| Acquisti | Acquisti | Acquisti | Acquisti |
| R.       | Nome     | da       | Modalità |
| -------- | -------- | -------- | -------- |

| Cessioni | Cessioni | Cessioni | Cessioni |
| R.       | Nome     | a        | Modalità |
| -------- | -------- | -------- | -------- |

## Risultati

### Bundesliga

#### Girone di andata
| Arbitro: | Mölm |

|                                        |           |                   |
| Carl 18’ Schütterle 68’ Krieg 75’, 81’ | Marcatori | 19’ Fach 42’ Ertl |

| Arbitro: | Malbranc |

|                  |           |            |
| Kempe 33’ (aut.) | Marcatori | 4’ Reekers |

| Arbitro: | Amerell |

|                |           |                        |
| Mihajlović 67’ | Marcatori | 22’ Wynhoff 75’ Schulz |

| Arbitro: | Merk |

|  |           |                                        |
|  | Marcatori | 5’, 42’ Bremser 10’ Peschke 88’ Sassen |

| Kaiserslautern 1º settembre 1992, ore 20:00 CEST 5ª giornata | Kaiserslautern | 0 – 0 referto | Borussia M'gladbach | Fritz-Walter-Stadion (34 154 spett.)\| Arbitro: \| Habermann \| |
| Arbitro:                                                     | Habermann      |               |                     |                                                                 |

| Arbitro: | Fröhlich |

|                                           |           |                          |
| Nielsen 21’ (rig.) Criens 64’ Wynhoff 90’ | Marcatori | 7’ Kruse 38’, 54’ Yeboah |

| Arbitro: | Strampe |

|          |           |  |
| Rath 82’ | Marcatori |  |

| Arbitro: | Theobald |

|            |           |                         |
| Dahlin 30’ | Marcatori | 25’ Rudy 55’ Ordenewitz |

| Arbitro: | Gläser |

|                            |           |                    |
| Thon 52’ (rig.) Helmer 88’ | Marcatori | 26’ Criens 90’ Max |

| Arbitro: | Fux |

|                                      |           |             |
| Pflipsen 29’, 83’ Dahlin 39’ Max 72’ | Marcatori | 57’ Neuhaus |

| Arbitro: | Strigel |

|                                        |           |                 |
| Povlsen 8’, 19’ Chapuisat 22’ Zorc 48’ | Marcatori | 45’ Kastenmaier |

| Mönchengladbach 31 ottobre 1992, ore 15:30 CET 12ª giornata | Borussia M'gladbach | 0 – 0 referto | Amburgo | Bökelbergstadion (18 000 spett.)\| Arbitro: \| Ziller \| |
| Arbitro:                                                    | Ziller              |               |         |                                                          |

| Arbitro: | Heynemann |

|                     |           |                                                       |
| Dahlin 49’ Neun 67’ | Marcatori | 23’, 26’ Wynalda 61’ Savichev 80’ Schüler 90’ Kostner |

| Arbitro: | Schmidt |

|                     |           |  |
| Bode 62’ Herzog 64’ | Marcatori |  |

| Arbitro: | Berg |

|              |           |                |
| Pflipsen 47’ | Marcatori | 90’ Sverrisson |

| Arbitro: | Kiefer |

|  |           |              |
|  | Marcatori | 52’ Pflipsen |

| Arbitro: | Best |

|                             |           |                     |
| Kastenmaier 40’ Wynhoff 77’ | Marcatori | 9’ Kree 32’ Kirsten |

#### Girone di ritorno
| Arbitro: | Dellwing |

|                                  |           |           |
| Criens 1’, 64’ (rig.) Dahlin 41’ | Marcatori | 65’ Krieg |

| Arbitro: | Fux |

|                       |           |         |
| Wosz 17’ Herrmann 60’ | Marcatori | 86’ Max |

| Arbitro: | Gläser |

|                          |           |  |
| Fach 29’ Kastenmaier 45’ | Marcatori |  |

| Arbitro: | Scheuerer |

|            |           |                                      |
| Laeßig 32’ | Marcatori | 17’ Wynhoff 23’ Kastenmaier 62’ Fach |

| Arbitro: | Amerell |

|                             |           |                                |
| Kastenmaier 31’, 45’ (rig.) | Marcatori | 26’ Witeczek 38’ (rig.) Funkel |

| Arbitro: | Albrecht |

|             |           |                                         |
| Schmitt 62’ | Marcatori | 51’ Dahlin 55’ Klinkert 86’ Kastenmaier |

| Arbitro: | Boos |

|                                                    |           |            |
| Pflipsen 19’, 58’, 86’ Hochstätter 54’ Wynhoff 61’ | Marcatori | 24’ Melzig |

| Arbitro: | Führer |

|           |           |                          |
| Fuchs 90’ | Marcatori | 68’ Schneider 76’ Dahlin |

| Arbitro: | Strampe |

|                 |           |                      |
| Dahlin 46’, 71’ | Marcatori | 12’ Ziege 25’ Scholl |

| Arbitro: | Ziller |

|                                  |           |            |
| Wolters 12’ Fink 28’ Neuhaus 63’ | Marcatori | 75’ Dahlin |

| Arbitro: | Kiefer |

|  |           |                                       |
|  | Marcatori | 23’ Sammer 45’ Poschner 84’ Chapuisat |

| Arbitro: | Löwer |

|  |           |                          |
|  | Marcatori | 41’ Kastenmaier 83’ Neun |

| Arbitro: | Schmidhuber |

|  |           |                                           |
|  | Marcatori | 32’ Dahlin 50’ Fach 67’ Pflipsen 82’ Neun |

| Arbitro: | Strigel |

|                                   |           |              |
| Pflipsen 31’ Fach 65’ Nielsen 68’ | Marcatori | 76’ Neubarth |

| Arbitro: | Albrecht |

|                                 |           |                          |
| Knup 7’ Gaudino 20’ Dubajić 90’ | Marcatori | 35’ Wynhoff 51’ Klinkert |

| Arbitro: | Führer |

|                                     |           |             |
| Pflipsen 50’ Kastenmaier 52’ (rig.) | Marcatori | 46’ Oechler |

| Arbitro: | Krug |

|                                     |           |  |
| Thom 14’, 73’ Kirsten 60’ Hapal 69’ | Marcatori |  |

### Coppa di Germania
| Arbitro: | Schmidt |

|             |           |                     |
| Istenič 77’ | Marcatori | 2’ Dahlin 46’ Salou |

| Arbitro: | Gigar |

|             |           |                              |
| Deering 77’ | Marcatori | 76’ Schulz 84’ (rig.) Criens |

| Arbitro: | Scheuerer |

|                                                  |           |             |
| Karp 47’ Wollitz 60’ (rig.) Meinke 63’ Palma 87’ | Marcatori | 44’ Steffen |

## Statistiche

### Statistiche di squadra
| Competizione      | Punti | In casa | In casa | In casa | In casa | In casa | In casa | In trasferta | In trasferta | In trasferta | In trasferta | In trasferta | In trasferta | Totale | Totale | Totale | Totale | Totale | Totale | DR |
| Competizione      | Punti | G       | V       | N       | P       | Gf      | Gs      | G            | V            | N            | P            | Gf           | Gs           | G      | V      | N      | P      | Gf     | Gs     | DR |
| ----------------- | ----- | ------- | ------- | ------- | ------- | ------- | ------- | ------------ | ------------ | ------------ | ------------ | ------------ | ------------ | ------ | ------ | ------ | ------ | ------ | ------ | -- |
| Bundesliga        | 35    | 17      | 6       | 7       | 4       | 33      | 30      | 17           | 7            | 2            | 8            | 26           | 29           | 34     | 13     | 9      | 12     | 59     | 59     | 0  |
| Coppa di Germania | -     | 0       | 0       | 0       | 0       | 0       | 0       | 3            | 2            | 0            | 1            | 5            | 6            | 3      | 2      | 0      | 1      | 5      | 6      | -1 |
| Totale            | 35    | 17      | 6       | 7       | 4       | 33      | 30      | 20           | 9            | 2            | 9            | 31           | 35           | 37     | 15     | 9      | 13     | 64     | 65     | -1 |

### Andamento in campionato
| Giornata  | 1  | 2  | 3 | 4  | 5  | 6  | 7  | 8  | 9  | 10 | 11 | 12 | 13 | 14 | 15 | 16 | 17 | 18 | 19 | 20 | 21 | 22 | 23 | 24 | 25 | 26 | 27 | 28 | 29 | 30 | 31 | 32 | 33 | 34 |
| --------- | -- | -- | - | -- | -- | -- | -- | -- | -- | -- | -- | -- | -- | -- | -- | -- | -- | -- | -- | -- | -- | -- | -- | -- | -- | -- | -- | -- | -- | -- | -- | -- | -- | -- |
| Luogo     | T  | C  | T | C  | T  | C  | T  | C  | T  | C  | T  | C  | C  | T  | C  | T  | C  | C  | T  | C  | T  | C  | T  | C  | T  | C  | T  | C  | T  | T  | C  | T  | C  | T  |
| Risultato | P  | N  | V | P  | N  | N  | P  | P  | N  | V  | P  | N  | P  | P  | N  | V  | N  | V  | P  | V  | V  | N  | V  | V  | V  | N  | P  | P  | V  | V  | V  | P  | V  | P  |
| Posizione | 17 | 14 | 9 | 17 | 16 | 15 | 16 | 17 | 17 | 13 | 15 | 14 | 17 | 17 | 16 | 14 | 15 | 14 | 14 | 13 | 12 | 12 | 10 | 7  | 7  | 7  | 8  | 9  | 8  | 7  | 6  | 9  | 8  | 9  |

Legenda:

Luogo: C = Casa; T = Trasferta. Risultato: V = Vittoria; N = Pareggio; P = Sconfitta.

### Statistiche dei giocatori
| Giocatore      | Bundesliga | Bundesliga | Bundesliga  | Bundesliga | Coppa di Germania | Coppa di Germania | Coppa di Germania | Coppa di Germania | Totale   | Totale | Totale      | Totale     |
| Giocatore      | Presenze   | Reti       | Ammonizioni | Espulsioni | Presenze          | Reti              | Ammonizioni       | Espulsioni        | Presenze | Reti   | Ammonizioni | Espulsioni |
| -------------- | ---------- | ---------- | ----------- | ---------- | ----------------- | ----------------- | ----------------- | ----------------- | -------- | ------ | ----------- | ---------- |
| H. Criens      | 22         | 4          | 2           | 0          | 3                 | 1                 | 2                 | 0                 | 25       | 5      | 4           | 0          |
| M. Dahlin      | 20         | 10         | 5           | 2          | 3                 | 1                 | 0                 | 0                 | 23       | 11     | 5           | 2          |
| T. Eichin      | 25         | 0          | 7           | 0          | 2                 | 0                 | 0                 | 0                 | 27       | 0      | 7           | 0          |
| S. Ertl        | 9          | 1          | 0           | 0          | 2                 | 0                 | 0                 | 0                 | 11       | 1      | 0           | 0          |
| H. Fach        | 21         | 5          | 1           | 0          | 2                 | 0                 | 0                 | 0                 | 23       | 5      | 1           | 0          |
| D. Heyne       | 15         | 0          | 0           | 0          | 1                 | 0                 | 0                 | 0                 | 16       | 0      | 0           | 0          |
| C. Hochstätter | 20         | 1          | 3           | 0          | 1                 | 0                 | 0                 | 0                 | 21       | 1      | 3           | 0          |
| C. Hock        | 1          | 0          | 0           | 0          | 0                 | 0                 | 0                 | 0                 | 1        | 0      | 0           | 0          |
| T. Hoersen     | 10         | 0          | 0           | 0          | 1                 | 0                 | 0                 | 0                 | 11       | 0      | 0           | 0          |
| U. Kamps       | 19         | 0          | 0           | 0          | 2                 | 0                 | 0                 | 0                 | 21       | 0      | 0           | 0          |
| T. Kastenmaier | 28         | 9          | 3           | 1          | 1                 | 0                 | 0                 | 0                 | 29       | 9      | 3           | 1          |
| M. Klinkert    | 30         | 2          | 5           | 1          | 3                 | 0                 | 0                 | 0                 | 33       | 2      | 5           | 1          |
| M. Max         | 21         | 3          | 1           | 0          | 1                 | 0                 | 0                 | 0                 | 22       | 3      | 1           | 0          |
| J. Mølby       | 14         | 0          | 4           | 1          | 2                 | 0                 | 0                 | 0                 | 16       | 0      | 4           | 1          |
| J. Neun        | 25         | 3          | 6           | 0          | 1                 | 0                 | 1                 | 0                 | 26       | 3      | 7           | 0          |
| P. Nielsen     | 22         | 2          | 0           | 0          | 1                 | 0                 | 1                 | 0                 | 23       | 2      | 1           | 0          |
| K. Pflipsen    | 27         | 10         | 0           | 0          | 2                 | 0                 | 0                 | 0                 | 29       | 10     | 0           | 0          |
| B. Salou       | 21         | 0          | 3           | 1          | 3                 | 1                 | 0                 | 0                 | 24       | 1      | 3           | 1          |
| M. Schneider   | 32         | 1          | 4           | 0          | 3                 | 0                 | 0                 | 0                 | 35       | 1      | 4           | 0          |
| F. Schulz      | 8          | 1          | 2           | 1          | 2                 | 1                 | 0                 | 0                 | 10       | 2      | 2           | 1          |
| J. Stadler     | 17         | 0          | 4           | 0          | 1                 | 0                 | 0                 | 0                 | 18       | 0      | 4           | 0          |
| H. Steffen     | 2          | 0          | 0           | 0          | 1                 | 1                 | 0                 | 0                 | 3        | 1      | 0           | 0          |
| D. Wache       | 0          | 0          | 0           | 0          | 0                 | 0                 | 0                 | 0                 | 0        | 0      | 0           | 0          |
| P. Wynhoff     | 28         | 6          | 1           | 0          | 1                 | 0                 | 0                 | 0                 | 29       | 6      | 1           | 0          |